# Хаммарстен, Улоф
Улоф Хаммарстен (швед. Olof Hammarsten; 21 августа 1841, Норрчёпинг — 21 сентября 1932, Уппсала) — шведский врач-физиолог, педагог, профессор, доктор медицины (1869). Ректор Уппсальского университета (1901—1904).

## Биография
Сын судовладельца.
Изучал медицину в Уппсальском университете, в 1866 г. стал бакалавром медицины, в 1869 году защитил докторскую степень. В 1873 году — доцент медицинской и физиологической химии университета, профессор медицины в 1877—1883 гг., профессор медицинской и физиологической химии в Упсальском университете в 1883—1906 гг., почетный доктор философии в Уппсале в 1893 г., проректор в 1893—1901 гг.
В 1878 г. стал членом Шведского научного общества в Уппсале, Шведской королевской академии наук в 1881 г., почетным членом Шведской медицинской ассоциации в 1894 г., членом Физиографического общества в Лунде в 1906 г. и членом Шведской медицинской ассоциации. В 1907 г. был принят в Королевское шведское научное общество в Гётеборге. Член Леопольдины с 1919 г.
Улоф Хаммарстен был членом Нобелевского комитета по химии с 1905 по 1926 год. Сам он был номинирован на Нобелевскую премию по физиологии и медицине в 1907 г. и на Нобелевскую премию по химии в 1927 году.
Хаммарстен опубликовал ряд эссе, в основном, на шведском и немецком языках, на различные темы медицины, физиологии и биохимии. Особого внимания заслуживают его учебники, вышедшие во многих изданиях и на разных языках.
Похоронен на Старом кладбище Уппсалы.